# گروه‌های اولیه

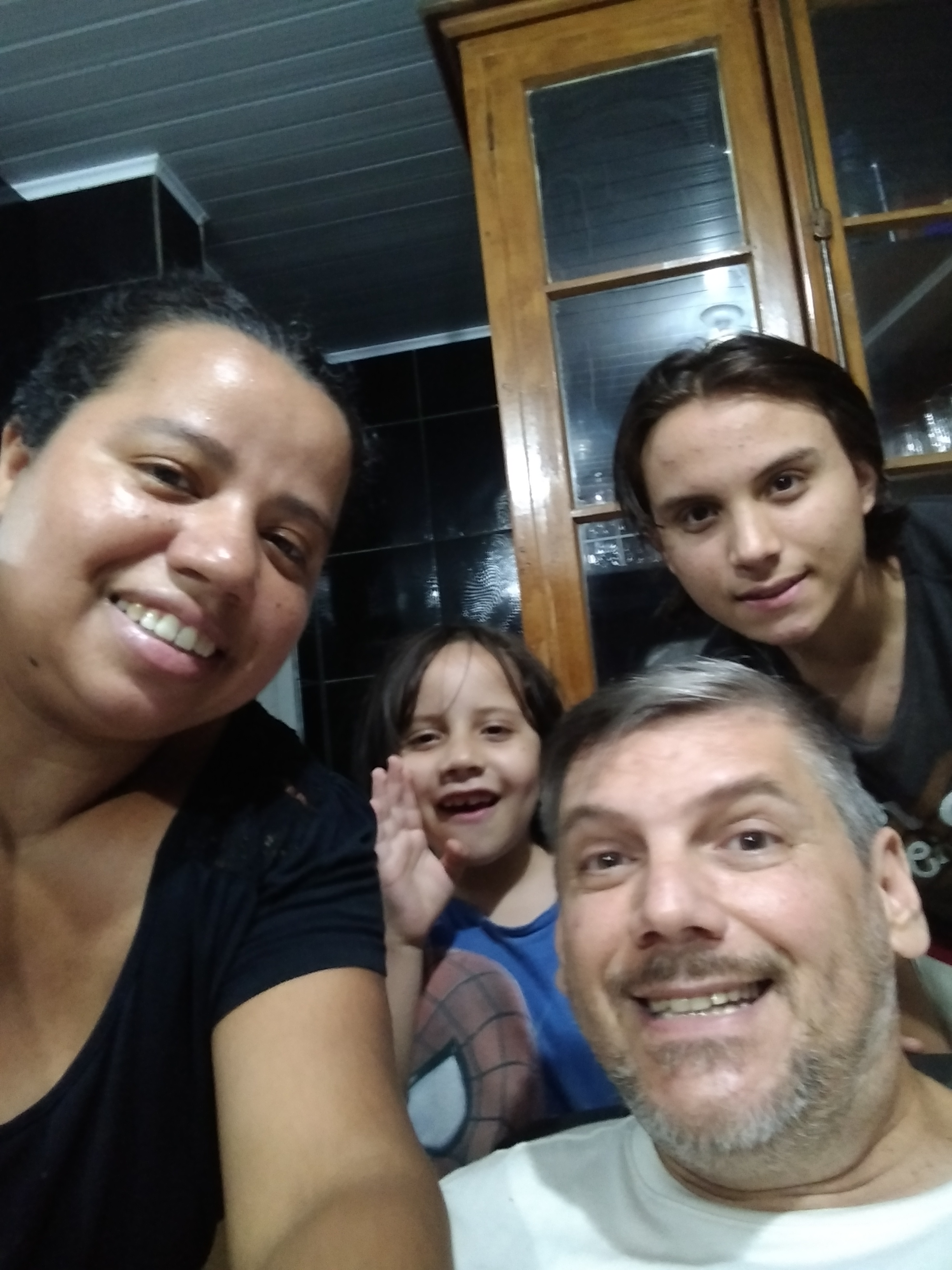
تصویر سلفی از یک خانواده

گروه‌های اولیه (به انگلیسی: Primary groups)٬ در جامعه‌شناسی٬ عبارتند از گروه‌های کوچک و با نفوذی چون خانواده یا دوستان که مشخصهٔ آن‌ها تعامل رو در رو، وابستگی متقابل و همانندسازی شدید اعضای گروه با گروه است.
افراد در گروه‌های اولیه، نگرش‌های خود را به دست می‌آورند و ارزش‌ها و هویت خود را کسب می‌کنند. همچنین از طریق همین گروه‌های اولیه است که مهارت‌های لازم برای شرکت در گروه‌ها را یاد می‌گیرند.